# Elba (vino)
L'Elba è una DOC riservata ad alcuni vini la cui produzione è consentita nelle provincia di Livorno.

## Zona di produzione
La zona di produzione delle uve è esclusivamente l'isola d'Elba, nei suoi sette comuni: Campo nell'Elba, Capoliveri, Marciana, Marciana Marina, Porto Azzurro. Portoferraio, Rio.

## Storia
La viticoltura dell'isola d'Elba risale al periodo etrusco, con una forte influenza greca evidente nel sistema di allevamento ad alberello. I Romani la definirono «isola feconda di vino». 
Le influenze politiche ed economiche esercitate sull'isola (soprattutto in epoca rinascimentale arricchirono l'Elba di numerosi vitigni: Trebbiano, Sangiovese e Aleatico dalla Toscana,
Ansonica e Moscato dalla Sicilia, Vermentino da Corsica e Liguria
La viticoltura è stata fino alla metà del secolo XX la principale attività economica isolana: nel 1870 i vigneti avevano un'estensione di 5000 ettari, il 20% dell'intera superficie. Ancora nel XXI secolo la filiera produttiva vitivinicoltura consiste in aziende medio-piccole.

## Tecniche di produzione
La morfologia del territorio è prevalentemente collinare, con un rilievo montuoso nella parte occidentale; la fascia altimetrica di coltivazione della vite si estende dal livello del mare fino ai 450 metri s.l.m.
Le operazioni di appassimento delle uve, spumantizzazione, vinificazione, conservazione, invecchiamento ed imbottigliamento devono essere effettuate nella zona di produzione, ma sono previste autorizzazioni individuali all'esterno.
Si possono arricchire i vini con mosti concentrati ottenuti da uve dei vigneti iscritti o con mosto concentrato rettificato.
Le uve destinate alla produzione dei vini Bianco, Moscato e Ansonica passiti devono subire cernita accurata e poi fatte appassire per almeno dieci giorni sino a raggiungere un contenuto zuccherino minimo del 30%.
Nella vinificazione delle tipologie Vin santo e Vin santo occhio di pernice si usa il metodo tradizionale che prevede l'ammostamento non prima del 1º novembre e non oltre il 31 marzo, per raggiungere un contenuto zuccherino minimo del 26,5%; la conservazione e l’invecchiamento devono avvenire in botti di capacità fino a 5 hl.; il vino può essere messo in vendita dopo il 1º novembre del terzo anno
Per la menzione "riserva" della tipologia "rosso" l'invecchiamento previsto è di 24 mesi, di cui 12 in botte. Per tutte le tipologie può essere utilizzata la menzione "vigna". 
In alternativa all'etichettatura come "Elba" delle tipologie Moscato Passito, Ansonica, Ansonica Passito e Bianco Passito si può utilizzare il postfisso "dell'Elba".
È obbligatorio indicare in etichetta l’annata di produzione delle uve e le bottiglie non possono superare la capacità di tre litri.

## Disciplinare
L'Elba DOC è stato istituito con DPR 9 luglio 1967 pubblicato sulla Gazzetta Ufficiale n. 200 del 10 agosto 1967.
Successivamente è stato modificato con
- DM 17.10.1994 G.U. 252
- DM 15.09.1999 G.U. 224
- DM 17.05.2011 G.U. 131
- DM 30.11.2011 G.U. 295
- La versione in vigore è stata approvata con DM 07.03.2014 Pubblicato sul sito ufficiale del Mipaaf

## Tipologie

### Rosso
| uvaggio                        | Sangiovese minimo 60% |
| titolo alcolometrico minimo    | 11,50% vol.           |
| acidità totale minima          | 5,00 g/l.             |
| estratto secco minimo          | 21,00 g/l             |
| resa massima di uva per ettaro | 80 q.                 |
| resa massima di uva in vino    | 70 %                  |

### Rosso riserva
| uvaggio                        | Sangiovese minimo 60% |
| titolo alcolometrico minimo    | 12,50% vol.           |
| acidità totale minima          | 4,5 g/l.              |
| estratto secco minimo          | 24,00 g/l             |
| resa massima di uva per ettaro | 80 q.                 |
| resa massima di uva in vino    | 70 %                  |

### Rosato
| uvaggio                        | Sangiovese minimo 60%, altri vitigni a bacca rossa massimo 40%, vitigni a bacca bianca massimo 20%. |
| titolo alcolometrico minimo    | 11,00% vol.                                                                                         |
| acidità totale minima          | 5,0 g/l.                                                                                            |
| estratto secco minimo          | 16,00 g/l.                                                                                          |
| resa massima di uva per ettaro | 80 q.                                                                                               |
| resa massima di uva in vino    | 70 %                                                                                                |

#### Caratteri organolettici
- Aspetto: rosa cerasuolo;[3]
- Olfatto: delicato, fruttato;[3]
- Gusto: fresco, secco, armonico.[3]

#### Abbinamenti consigliati
Antipasti, carni bianche.

### Sangiovese o Sangioveto
| uvaggio                        | Sangiovese almeno per l’85% |
| titolo alcolometrico minimo    | 11,50% vol.                 |
| acidità totale minima          | 5,0 g/l.                    |
| estratto secco minimo          | 21,00 g/l                   |
| resa massima di uva per ettaro | 80 q.                       |
| resa massima di uva in vino    | 70 %                        |

### Bianco
| uvaggio                        | Trebbiano toscano dal 10 al 70%, Ansonica e/o Vermentino dal 10 al 70%; |
| titolo alcolometrico minimo    | 11,00 % vol.                                                            |
| acidità totale minima          | 5,00 g/l.                                                               |
| estratto secco minimo          | 15,00 g/l                                                               |
| resa massima di uva per ettaro | 90 q.                                                                   |
| resa massima di uva in vino    | 70 %                                                                    |

#### Caratteri organolettici
- Aspetto: giallo paglierino;[4]
- Olfatto: delicato, fruttato;[4]
- Gusto: secco, armonico.[4]

#### Abbinamenti consigliati
Pesce al forno o alla griglia, antipasti di pesce, primi piatti di pesce.

### Bianco Spumante
| uvaggio                        | Trebbiano toscano dal 10 al 70%, Ansonica e/o Vermentino dal 10 al 70%, altre uve bianche fino al 30%. |
| titolo alcolometrico minimo    | 11,50 % vol.                                                                                           |
| acidità totale minima          | 5,50 g/l.                                                                                              |
| estratto secco minimo          | 14,00 g/l.                                                                                             |
| resa massima di uva per ettaro | 90 q.                                                                                                  |
| resa massima di uva in vino    | 70 %                                                                                                   |

#### Caratteri organolettici
- Aspetto: giallo paglierino, bollicine fini, bollicine persistenti;[5]
- Olfatto: delicato, armonico;[5]
- Gusto: secco, armonico.[5]

#### Abbinamenti consigliati
Aperitivi, antipasti di pesce, a tutto pasto.

### Ansonica
| uvaggio                        | Ansonica almeno per l'85% |
| titolo alcolometrico minimo    | 11,50 % vol.              |
| acidità totale minima          | 5,00 g/l.                 |
| estratto secco minimo          | 15,00 g/l.                |
| resa massima di uva per ettaro | 90 q.                     |
| resa massima di uva in vino    | xx %                      |

#### Caratteri organolettici
- Aspetto: giallo paglierino;[6]
- Olfatto: delicato, caratteristico;[6]
- Gusto: secco, armonico.[6]

#### Abbinamenti consigliati
Pesce al forno o alla griglia, antipasti di pesce, primi piatti di pesce.

### Vermentino
| uvaggio                        | Vermentino almeno per l’85% |
| titolo alcolometrico minimo    | 11,50% vol.                 |
| acidità totale minima          | 5,00 g/l.                   |
| estratto secco minimo          | 15,00 g/l                   |
| resa massima di uva per ettaro | 90 q.                       |
| resa massima di uva in vino    | 70 %                        |

### Trebbiano o Procanico
| uvaggio                        | Trebbiano toscano almeno per l’85% |
| titolo alcolometrico minimo    | 11,00 % vol.                       |
| acidità totale minima          | 5,00 g/l.                          |
| estratto secco minimo          | 15,00 g/l                          |
| resa massima di uva per ettaro | 90 q.                              |
| resa massima di uva in vino    | 70 %                               |

### Ansonica Passito
| uvaggio                        | Ansonica almeno per l’85%                |
| titolo alcolometrico minimo    | 16,00 % vol, di cui almeno 12,00 svolto. |
| acidità totale minima          | 6,00 g/l.                                |
| estratto secco minimo          | 30,00 g/l                                |
| resa massima di uva per ettaro | 70 q.                                    |
| resa massima di uva in vino    | 35 %                                     |

#### Caratteri organolettici
- Aspetto: giallo paglierino, giallo dorato;[7]
- Olfatto: etereo, caratteristico;[7]
- Gusto: armonico, morbido, dolce.[7]

#### Abbinamenti consigliati
Biscotti e pasticcini, Formaggi erborinati.

### Moscato Passito
| uvaggio                        | Moscato 100%                            |
| titolo alcolometrico minimo    | 18,00 % vol. di cui almeno 12,00 svolto |
| acidità totale minima          | 6,00 g/l.                               |
| estratto secco minimo          | 30,00 g/l                               |
| resa massima di uva per ettaro | 70 q.                                   |
| resa massima di uva in vino    | 35 %                                    |

#### Caratteri organolettici
- Aspetto: giallo paglierino, giallo dorato;[8]
- Olfatto: fine, caratteristico;[8]
- Gusto: armonico, morbido, dolce.[8]

#### Abbinamenti consigliati
Biscotti e pasticcini, Formaggi erborinati.

### Bianco Passito
| uvaggio                        | Ansonica, Moscato, Trebbiano toscano, Vermentino da soli o congiuntamente per almeno il 70% |
| titolo alcolometrico minimo    | 18,00 % vol. di cui almeno 12,00 svolto                                                     |
| acidità totale minima          | 6,00 g/l.                                                                                   |
| estratto secco minimo          | 30,00 g/l                                                                                   |
| resa massima di uva per ettaro | 70 q.                                                                                       |
| resa massima di uva in vino    | 35 %                                                                                        |

#### Caratteri organolettici
- Aspetto: giallo paglierino, giallo dorato;[9]
- Olfatto: etereo, caratteristico;[9]
- Gusto: armonico.[9]

#### Abbinamenti consigliati
Biscotti e pasticcini, formaggi erborinati.

### Vin santo
| uvaggio                        | Trebbiano toscano dal 10 al 70%; Ansonica e/o Vermentino dal 10 al 70%, altre uve bianche fino al 30%. |
| titolo alcolometrico minimo    | 16,00% vol. (almeno 13,00% svolto ed almeno 3,00 % non svolto                                          |
| acidità totale minima          | 5,0 xx g/l.                                                                                            |
| estratto secco minimo          | 26,0xx,00 g/l                                                                                          |
| resa massima di uva per ettaro | 90 q.                                                                                                  |
| resa massima di uva in vino    | 35 %                                                                                                   |

### Vin santo occhio di pernice
| uvaggio                        | Sangiovese minimo 60%; altri vitigni: rossi massimo 40%, bianchi massimo 20%. |
| titolo alcolometrico minimo    | 16,00 % vol., di cui almeno 14,00 % svolto                                    |
| acidità totale minima          | 4,0 g/l.                                                                      |
| estratto secco minimo          | 26,00 g/l                                                                     |
| resa massima di uva per ettaro | q.                                                                            |
| resa massima di uva in vino    | 35 %                                                                          |